# Kleines Schönschnabelmoos
Das Kleine Schönschnabelmoos (Oxyrrhynchium hians, Syn.: Eurhynchium hians (Hedw.) Sande Lac.) ist eine sehr variable, diözische Laubmoos-Art aus der Familie Brachytheciaceae, die in kräftigen, gelbgrünen Rasen wächst.

## Merkmale
Das pleurokarpe Laubmoos bildet kriechende Stämmchen aus, die locker bis dicht, verflacht bis schraubig beblättert sind. Seine abstehenden bis locker dachziegelartig anliegenden Blätter sind eilanzettlich geformt, allmählich zugespitzt, nur wenig herablaufend und um 1 mm lang. Der Blattrand ist gesägt oder gezähnt. Die kräftig ausgebildete Mittelrippe erreicht etwa 3/4 der Blattlänge und tritt an der Blattbasis als Dorn aus. Die Laminazellen sind rhombisch bis linealisch geformt. An der Blattbasis sind die rechteckig geformten, dickwandigen, getüpfelten Blattflügelzellen deutlich abgesetzt.

## Vorkommen
Das Moos besiedelt nährstoffreiche, mäßig trockene bis feuchte, basenreiche, kalkarme oder -reiche, sonnige bis schattige Standorte. Es wächst auf Erde, selten auf Gestein oder an Baumbasen. Es ist ein häufiges Moos, welches besonders auf Wiesen und an Wegrändern vorkommt. Das Moos ist in fast der gesamten Nordhemisphäre verbreitet. Es fehlt nur in Nordamerika.

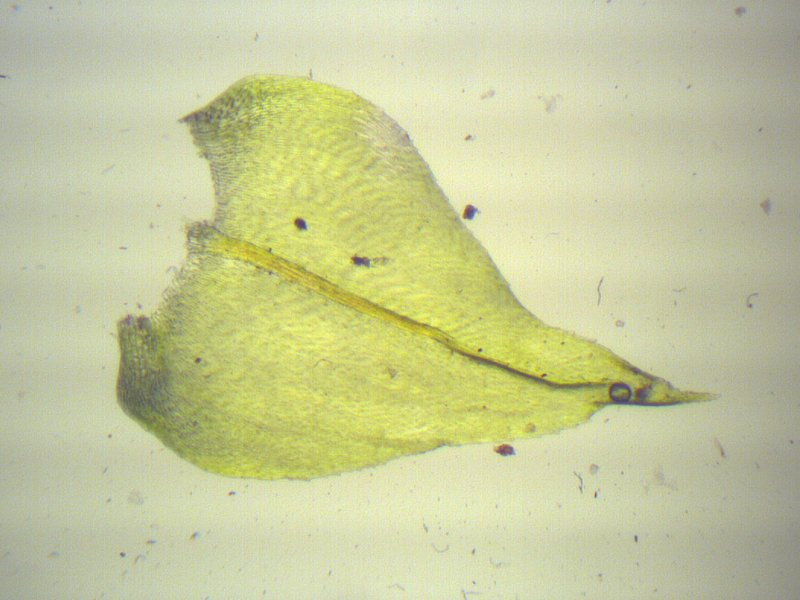
Blattform, Vergrößerung: etwa 40x